# NGC 2357
NGC 2357 (również PGC 20592 lub UGC 3782) – galaktyka spiralna (Sc), znajdująca się w gwiazdozbiorze Bliźniąt. Odkrył ją Édouard Jean-Marie Stephan 6 lutego 1885 roku.
W galaktyce tej zaobserwowano supernowe SN 2010bj i SN 2015I.